# Christian Brembeck

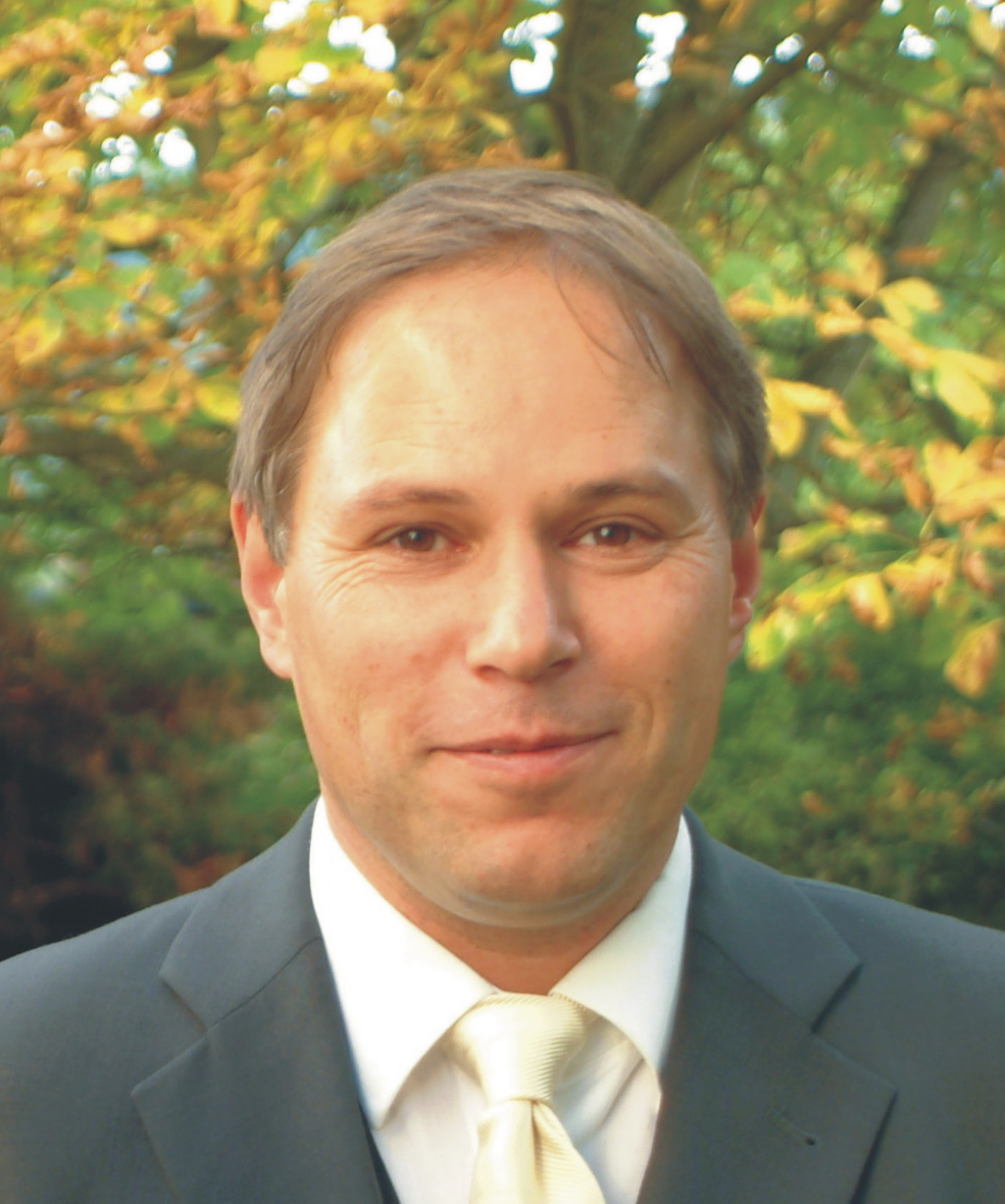
Christian Brembeck (2005)

Christian Brembeck (* 1960 in München) ist ein deutscher Organist, Cembalist, Pianist und Dirigent.

## Leben
Christian Brembeck studierte Orgel bei Franz Lehrndorfer an der Musikhochschule München sowie bei Petr Eben und Nicholas Danby, nachdem er autodidaktisch begonnen und 1981 den Sieg beim Orgelwettbewerb Würzburg errungen hatte, außerdem Klavier bei Gitti Pirner. Das Studium schloss er mit dem A-Examen in Kirchenmusik und dem Meisterklassendiplom bei Lehrndorfer ab.
Seither ist Brembeck als Solist und Kammermusiker in Konzertsälen und Kirchen Europas, in Südamerika sowie im Fernen Osten ebenso wie bei zahlreichen Festivals. Von 1986 bis 1996 war er regelmäßig unter Sergiu Celibidache bei den Münchner Philharmonikern zu Gast.
Seit 1987 arbeitet er immer wieder mit dem Tölzer Knabenchor zusammen und hat zahlreiche Gastspiele mit diesem bestritten. 1992 gründete er „Parthenia Vocal & Baroque“, ein Originalklang-Ensemble, das sich der Historischen Aufführungspraxis verschrieben hat. Aus dieser Zeit resultieren die meisten seiner Ensemble-Einspielungen für Tonträger.
Im Jahr 2000 rief er die Reihe „Alte Musik in Roggenstein“ in der gotischen St. Georgskapelle Roggenstein sowie weiteren historischen Kirchen im Landkreis Fürstenfeldbruck ins Leben, deren künstlerischer Leiter er seither ist.
Ein besonderes Augenmerk schenkt Brembeck bislang unentdeckter Literatur für Tasteninstrumente aus der Zeit des Barock, ebenso Instrumenten, die verkannt und zum Teil stark renovierungsbedürftig zu Unrecht nur für liturgischen Dienst verwendet werden. So fand zum Beispiel im Juni 2009 die Stumm-Orgel in der katholischen Kirche „Mariä Heimsuchung“ in Ommersheim durch die Einspielung „Un Plaisir“ entsprechende Würdigung. In seinen Konzerten mit Alter Musik ist Christian Brembeck nicht nur an historischen Orgeln und Cembali unterschiedlicher Provenienz, sondern auch an Muselar, Virginal, Clavichord und Hammerklavier zu hören.
Brembecks musikalische Vielseitigkeit ist dokumentiert in seinen Programmen, deren Bandbreite vom Robertsbridge Codex bis zu Kompositionen aus dem 20. Jahrhundert reicht. Seit Mitte 2000 vermittelt er auch seine Fachkenntnisse im Orgel- und Instrumentenbau, in Stil- und Registrierkunde auf orgelkundlichen Studienexkursionen und Workshops.

## Diskografie
Es liegen zahlreiche Einspielungen von Christian Brembeck bei verschiedenen Labels (u. a. Capriccio, Christophorus, Naxos, Arte Nova, Intercord, Pan, Pavane, Persephone, Sony, Musicaphon, Cantate, Organum Classics, Oehms, ifo classics, Querstand, Ambiente Audio) vor.

### Solo
- 1983 – Orgelmusik des Rokoko (J. A. Ehrlich-Orgel Bad Wimpfen, Dominikanerkirche). Pan Verlag Vleugels
- 1985 – Pater Carlmann Kolb: Certamen aonium (Ehrlich-Mittereiter-Orgel Erlach/Inn). Pan Verlag Vleugels
- 1986 – Orgelmusik aus der Abteikirche Ebrach (Musik für eine und zwei Orgeln, zusammen mit M. Hartmann). Pan Verlag Vleugels
- 1986 – Saint-Saens & Elgar (Seuffert-Eisenbarth-Hauptorgel Ebrach). Pan Verlag Vleugels
- 1988 – Orgelkunst des Norddeutschen Barock (Schnitger-Orgel in der Eosander-Kapelle des Schlosses Charlottenburg zu Berlin). Classic Studio Berlin
- 1989 – Die italienische Orgel zu Lindau (Albiez-Orgel zu St. Josef, Lindau-Reutin). Classic Studio Berlin
- 1990 – Joseph Rheinberger: Die Violinsonaten (Christian Brembeck, Klavier, Jürgen Besig, Violine). Christophorus
- 1991 – Johann Kuhnau: Die sechs biblischen Historien-Sonaten (Thüringisches Cembalo von Nikolaus Damm, Herbst-Orgel 1732 zu Lahm (Itzgrund)). Capriccio
- 1991 – Die Herbst-Orgel zu Lahm im Itzgrund (Bach und Pachelbel). Capriccio
- 1995 – Die Sandtner-Orgel der Karmelitenkirche Straubing. Chalumeau
- 1995 – Orgelmusik zu Advent und Weihnachten (Jann-Orgel der Ev.-Luth. Kirche Eggenfelden). Chalumeau
- 1996 – Die Tageszeiten (Führer-Orgel St. Willibald (München)). Calig Weltbild
- 1996 – Die Jahreszeiten (Führer-Orgel St. Willibald (München)). Calig Weltbild
- 1998 – Die Vorenweg-Orgel der ehem. Klosterkirche Cappenberg. Pfarramt Cappenberg
- 1999 – Rokoko! (Vleugels-Orgel der Abteikirche Schäftlarn). Persephone
- 1999 – Der Orgel-Lustgarten (Kaps-Orgel St. Johannes Lochham / München). Persephone
- 2000 – Johann Sebastian Bach: Goldbergvariationen (Thüringisches Cembalo von Nikolaus Damm). Persephone
- 2001 – Sein ist die Zeit. Orgel und Glocken der Eichenauer Schutzengelkirche. Kath. Pfarramt Eichenau
- 2002 – German and French Organ Music (Mayer-Orgel der Pfarrkirche Saarlouis-Lisdorf). Arte Nova (BMG)
- 2002 – La Danza de los Poetas (3 Cembali und ein Clavichord aus der Werkstatt E. Merzdorf).  Arte Nova (BMG)
- 2002 – Die italienische Orgel von Puchheim. Bottega Distincta (Vertrieb: Klassikcenter Kassel)
- 2002 – Hommage à Albert Schweitzer (Mayer-Orgel von S. Nicolas de Village-Neuf). Amis de l’orgue Village-Neuf
- 2004 – Carlos Seixas: 13 Sonaten für Cembalo (2 Cembali aus der Werkstatt E. Merzdorf). Musicaphon
- 2005 – Musica per Organo (3 Orgeln der Werkstatt Pinchi in Italien). Max Research
- 2005 – „Der fantastische Styl“. Bach, Buxtehude, Reincken, Böhm (16′-Cembalo nach Hieronymus Albrecht Hass, Hamburg 1734 von J. C. Neupert, Bamberg). Musicaphon
- 2005 – Orgelkonzert (Live-Mitschnitt) aus der Kirche St. Peter zu Ensheim / Kath. Erwachsenenbildung Saarpfalz, Kath. Pfarramt Ensheim
- 2005 – Live-Mitschnitt „Künstlerbegegnung“ - Hölderlin-Preisträger Johannes Kühn (Lyrik) und Christian Brembeck (Improvisationen). KEB Diözese Speyer (in Kooperation mit dem Gollenstein-Verlag Blieskastel)
- 2006 – „Der galante Stil: Mozart und seine Zeitgenossen“ (Holzhey-Orgel 1798 der Abteikirche Neresheim). Cantate (SACD)
- 2006 – „Das Mozart’sche Konzert im Hause Fugger am 22. Oktober 1777“ (Egino Klepper, und Christian Brembeck (Hammerflügel), Klassische Kammerphilharmonie München) Cavalli (Privatedition)
- 2008 – „Ex Oriente Lux – Licht im Aufgang“ (Orgel, Cembalo, Virginal, Goll-Orgel der ehemaligen Zisterzienser-Abteikirche Otterberg). Organum Classics (SACD)
- 2009 – „Un plaisir…“ – Die Stumm-Orgel von 1838 zu Ommersheim. Cantate
- 2009 – „Gradus ad Parnassum – süddeutsche Orgelkunst“. Die Baumeister-Orgel von 1737 im ehemaligen Kloster Maihingen. Cantate
- 2010 – „Im Maien – Musik des 16. und 17. Jahrhunderts für Virginal und Zink“. (Christian Brembeck, Virginal und Cembalo, Thomas Hasselbeck, Zink). Cantate
- 2011 – Joseph Martin Kraus: Sämtliche Klavierwerke (Christian Brembeck, Fortepiano und Clavichord). Musicaphon (SACD)
- 2011 – „in stile italiano“ – Bach, Benedetto & Bigaglia. (Christian Brembeck, Cembalo, Stefano Bagliano, Blockflöte). Musicaphon
- 2012 – „Freu dich sehr, o meine Seele“ – Lenter-Orgel Maishofen, Austria. Oehms Classics
- 2012 – „Toccata!“ – Orgel der Schutzengelkirche Eichenau. Persephone[1]
- 2013 – BACH reflections – Steinmeyer-Orgel (1913) Biesingen. ifo classics
- 2013 – Orgelmusik zu Advent und Weihnachten – Orgelwerke des Barock. Georg-Jann-Orgel Eggenfelden. Persephone (Neuauflage)
- 2014 – „Sollt’ ich meinem Gott nicht singen?“ – Die Steinmeyer-Orgel (1914) Erfweiler (Pfalz). Persephone
- 2015 – Solo per il Cembalo – J. S. Bach Music for harpsichord. ifo classics
- 2016 – Max Reger 1873–1916 – Christian Brembeck, Orgel. ifo classics
- 2017 – La Pastourelle – Die Ubhaus-Orgel zu Bobenthal – Christian Brembeck, Orgel. Cantate
- 2018 – Über die Maßen herrlich – Christian Brembeck an der Kaps-Orgel in Mariä Himmelfahrt zu Dachau. Querstand[2]
- 2018 – Die Sandtner-Orgel der St. Matthäus-Kirche zu Eisenberg (Pfalz) – Christian Brembeck, Orgel. Ambiente Audio[3]

### Mitwirkung
- Wolfgang Amadeus Mozart: „Apollo et Hyacinthus“ (Tölzer Knabenchor, Ensemble instrumental de Nice). Pavane
- Wolfgang Amadeus Mozart: Geistliche Werke (Tölzer Knabenchor, European Community Baroque Orchestra). (Sony BMG)
- Heinrich Schütz: Kleine Geistliche Konzerte I–III (Tölzer Knabenchor, Instrumentalisten). Capriccio
- Felix Mendelssohn Bartholdy: Motetten op. 39 (Tölzer Knabenchor). Koch
- Musik aus Andechs (Tölzer Knabenchor, Amati-Ensemble etc.). Musica Bavaria
- Musik aus Donauwörth (Tölzer Knabenchor, Convivium Musicum etc.). Musica Bavaria
- Musik aus der Kathedrale zu Malta (Tölzer Knabenchor etc.). Kreuz
- Johann Sebastian Bach: Weihnachtsoratorium (Klangverwaltung, Guttenberg). Farao Classics, 3 CDs
- Celibidache Edition Bd. 1 (Mitwirkung bei „Bilder einer Ausstellung“). EMI
- Celibidache Edition Bd. 4 (Mitwirkung in Bach-Messe h-moll). EMI
- Kurt Weill: Kleine Dreigroschenmusik (BR-Rundfunkorchester, Stangel). Obligat
- Bellezza Vocal – Sängerportrait Jennifer Larmore (BR-Rundfunkorchester, Lopez-Cobos). Teldec
- Francesco Cavalli: Marienvesper (Orpheus-Chor, Guglhör). Arte Nova (BMG)
- Gioachino Rossini: Il Barbiere di Siviglia (BR-Rundfunkorchester München, R. Weikert, Gruberova, Florez u. a.). Nightingale Classics

### Dirigent
- 1992 – Gioacchino Rossini: Petite messe solennelle (Parthenia Vocal, Wagner, Koppelstetter, Schäfer, Elbert). Intercord
- 1992 – Johann Sebastian Bach: Messe h-moll BWV 232 (Slowakischer Philharmonischer Chor, Cappella Istropolitana). Naxos
- 1992 – Johann Sebastian Bach: Sopran-Solokantaten (Wagner, Cappella Istropolitana). Naxos
- 1993 – Reinhard Keiser: Markus-Passion (Parthenia Vocal & Baroque). Christophorus
- 1995 – Christoph Bernhard: „Geistliche Harmonien 1665“ (Parthenia Vocal & Baroque). Christophorus
- 1996 – Bach und die Italiener (Bach, Conti, Marcello. Neue Hofkapelle München, Wessel, Frimmer). Christophorus
- 2010 – Reinhard Keiser: Markus-Passion (Parthenia Vocal & Baroque). Christophorus (Neuauflage)
- 2011 – Christoph Bernhard: „Geistliche Harmonien 1665“ (Parthenia Vocal & Baroque). Christophorus (Neuauflage)
- 2013 – Bach und die Italiener (Bach, Conti, Marcello), Neue Hofkapelle München, Wessel, Frimmer. Christophorus (Neuauflage)

## Filmografie – Darsteller
- 2007 – „Die Stille vor Bach“. Film von Pere Portabella zur Musik des Thomas-Kantors Johann Sebastian Bach bei den Filmfestspielen Venedig